# 地表水
地表水是指位于地球表面之上的液态水，通常指的是陆地（内陆）上的水体，但广义上也包括海洋。地表水绝大多数是由降水、融水和泉水汇集的地表逕流产生的，當蒸发成水蒸气、流入地下或变成地下水時，地表水的水位會有所降低；如果地表水的水量超过了其水体容积或水道可承载的流量，就会漫过堤岸形成洪水浸泡并冲刷周边的陆地，水体旁时常遭受洪水的低平地区称作洪泛平原。
陆地上的地表水主要分为三大类，包括湖泊、河流和湿地（草沼和树沼）在內的全年不會乾涸的地表水稱為永久性地表水；仅在一年中的特定时间不乾涸的水體稱為半永久性地表水，其中包括季节性乾涸的溪流、泻湖和池塘；由人类活动产生的地表水称为人造地表水，包括水库、运河、调整池、花园池塘和沟渠等。
地表水其中相當一部分是淡水，是包括人類在内的所有陆生动物的主要饮用水来源——根据美国国家环境保护局提供的書局，美國居民大约68%的飲用水来自地表水。除了用于饮用外，地表水还可用于灌溉、畜牧、工业、水电以及航运等領域 。 